# Дан Лено
Дан Лено (англ. Dan Leno), настоящее имя Джордж Уайлд Гэлвин (англ. George Wild Galvin); 20 декабря 1860[…], Лондон — 31 октября 1904[…], Лондон) — британский актёр-комик жанра мюзик-холл и артист мюзикла, выступавший и получивший известность в конце викторианской эпохи. Он был известен, помимо ролей в мюзиклах, исполнением ролей дам в ежегодных пантомимах, которые были популярны в лондонском королевском театре Друри-Лейн, в период с 1888 по 1904 год.

## Биография
Родился в Сан-Панкрасе, Лондон, в семье артистов, начав свою актёрскую карьеру также в детстве. На сцене вместе со своими родителями появился в возрасте трёх или четырёх лет как исполнитель и акробат, в возрасте 9 лет выступал в Britannia Music Hall в Ковентри. Когда Лено было четыре года, его отец-алкоголик умер в 37 лет. Через несколько лет он стал известен как исполнитель фольклорного танца клог, сопровождая свои номера песнями и комическими скороговорками.
В 1884 году он поставил собственный спектакль под названием «Дан Лено» и тогда же принял это имя как сценический псевдоним. Настоящая популярность пришла к нему как к сольному исполнителю на рубеже 1880-х-1890-х годов, когда он стал одним из самых высокооплачиваемых артистов в мире. В 1901 году Лено дал представление перед королём Эдуардом VII, поставив перед ним свой этюд «Охотник» в Сандрингемском дворце и став первым удостоенным подобной чести артистом мюзик-холла. Монарх был так впечатлён, что после этого Лено стали называть «шутом короля».
С 1888 года до своей смерти Лено был звездой ежегодных пантомим в Друри-Лейн под Рождество и собирал аншлаги в концертных залах по всей Англии. Создаваемые им сатиры, в которых повествование об обыденных проблемах было смешано с комическими песнями и сюрреалистичным юмором, заставляли задуматься и располагали к нему аудиторию. В 1901 году была выпущена его автобиография. Лено активно занимался благотворительностью и продолжал ставить собственные мюзик-холлы до 1902 года, к тому времени уже сильно страдая от алкоголизма. Этот недуг вкупе с его репутацией актёра жанра «низкой комедии» и исполнителя ролей женщин не позволил ему быть воспринятым серьёзно, поэтому он никогда не получал «шекспировских» ролей. В 1902 году поведение Лено становится непредсказуемым и яростным, в начале 1903 года он перенёс нервный срыв. Дан был помещён в психиатрическую больницу, но выписан в том же году. После очередного проведённого шоу его здоровье ухудшилось, и он умер в возрасте 43 лет в 1904 году.